# Język brytyjski
Język brytyjski – język używany w starożytności w Brytanii, przodek współczesnych języków z podgrupy brytańskich języków celtyckich. Używany na terenach południowej i środkowej Brytanii aż do południowej Szkocji. Możliwe, że był używany także w północnej części Szkocji, skąd w średniowieczu został wyparty przez gaelik. Do dziś nie zachowały się praktycznie żadne źródła pisane tego języka. Przetrwała jedynie inskrypcja na metalowym wisiorku odkrytym w roku 1979. Kontynuację języka brytyjskiego stanowią współczesne języki walijski, bretoński i kornwalijski.

## Nazwy miejsc
Język brytyjski przetrwał do dziś w nazwach niektórych miejsc i rzek. Kwestią sporną może być jednak pochodzenie części z nich z języka staroceltyckiego. Najlepszym przykładem jest nazwa rzeki Avon, która pochodzi z brytyjskiego abona „rzeka” (por. walijski afon, kornwalijski avon, irlandzki abhainn, bretoński aven).
Lista nazw pochodzących z języka brytyjskiego
Brytyjskie nazwy miejsc występują na terenie całej Anglii, najczęściej jednak w West Country, część przykładów podano poniżej:
- Avon od abonā = „rzeka”
- Britain od britani = „pomalowani (ludzie)”
- Dover od dubrīs = „wody”
- Kent od cantus = „granica”
- Severn od sabrīna
- Thames od tamesis
- York od ebor-acon = „miejsce, gdzie rosną cisy” (w wolnym tłumaczeniu)

Niektóre brytyjskie nazwy są znane współcześnie, jednakże wyszły z użycia. W statucie z 682 roku dotyczącym wzgórza Creechborough, definiuje się je jako „wzgórze, które Brytowie nazywają Cructan, a my – Crychbeorh (my – czyli Anglosasi). Słowa pochodzenia brytyjskiego jak Tor, Combe, Bere, Hele i Worthy są szczególnie popularne jako elementy nazw geograficznych w Devon, często też łączone z elementami wywodzącymi się z angielszczyzny.
Nazwy złożone pojawiają się czasem w całej Anglii, np. Derwent Water, czy Chetwood. Zawierają one ten sam element przetłumaczony na obydwa języki.